# هوف کیرشن
هوف کیرشن (به آلمانی: Hofkirchen, Bavaria) یک شهر در آلمان است که در بایرن واقع شده‌است.

## خصوصیات
هوف کیرشن ۳۲٫۶۹ کیلومترمربع مساحت دارد ۳۰۹-۵۲۵ متر بالاتر از سطح دریا واقع شده‌است.